# لعبة التزييف
لعبة التزييف (أو لعبة المحاكاة) (بالإنجليزية: The Imitation Game)‏ هو فيلم بريطاني-أمريكي، يصنف على أنه فيلم إثارة تاريخي ودرامي يتحدث عن السيرة الذاتية للعالم ومحلل الشيفرات الرياضي، وعالم الحاسوب آلان تورنغ، والفيلم من إخراج: (مورتين تيلدوم) أخذ الفيلم من كتاب الإنجما (The Enigma) للكاتب وعالم الرياضيات (أندرو هودجز)، وكاتب السيناريو غراهام مور (Graham Moore)، وفد اقتبس اسم الفيلم من اختبار آلان تورنغ للعبة المحاكاة للإجابة عن السؤال: «هل الآلة تفكّر؟». في بحثه الذي نشره عام 1950 للميلاد حول الذكاء الاصطناعي بعنوان آلات الحاسوب والذكاء. 
وكان قد قام بطل هذا الفيلم الممثل بيندكت كامبرباتش (Benedict Cumberbatch) بدور العالم آلان تورنغ الذي كانت مهمته فكّ الشيفرات الموجّهة من الألمان إلى الحكومة البريطانية  أثناء الحرب العالمية الثانية، وبعد ذلك تمّت محاكمته بسبب مثليته الجنسية،  وأدى ذلك لانتحاره، وقد قام بعض النجوم بأدوار مهمّة: كالنجمة كيرا كنجتلي وماثوي جود روري كينر وكارلس دنس ومارك سترونج.
بدأ عرض الفيلم في مهرجان تيلورايد السينمائي في 29 أغسطس 2014 للميلاد في الولايات المتحدة، حقق الفيلم 233 مليون دولار عالمياً في حين كلف إنتاجه 14 مليون دولار؛ ممّا جعله الفيلم الأعلى من حيث الإيرادات لسنة 2014 للميلاد. حظي الفيلم على العديد من الجوائز حيث ربح «جائزة اختيار الجماهير لأفضل فيلم» في مهرجان تورونتو السينمائي الدولي الـ39 وقد حظي بجائزة أفضل فيلم مقتبس.

## طاقم التمثيل
- بينيديكت كامبرباتش بدور آلان تورنغ
- كيرا نايتلي بدور جوان كلارك
- ماثيو جوود بدور هيو الكسندر
- مارك سترونج بدور اللواء ستيوارت منزيس
- تشارلز دانس بدور اليستر دينستون
- ألين ليش بدور جون كَيرنكروس
- ماثيو بيرد بدور بيتر هيلتون
- روري كينير بدور المحقق نوك

## الاستقبال

### رأي النقاد
تلقى لعبة التزييف مراجعات إيجابية مع مديح كبير لأداء بيندكت كامبرباتش بدور آلان تورنغ. الفيلم حاصل على تقييم 90% على موقع الطماطم الفاسدة مع متوسط تقييم 7.7/10، بناءً على 99 مراجعة. ميتاكريتيك أعطى الفيلم 71 من 100 بناءً على 31 مراجعة نقدية.، وقد تم نقد الفيلم لعدة أمور منها عدم التركيز على الأحداث التاريخية والتقليل من شأن مشكلة المثلية الجنسية لتورنغ وعلى الرغم من هذا إلا أن الفيلم قد كرم من المنظمة العالمية للدفاع عن الحقوق المدنية للمثليات والمثليين ومزدوجي الميول الجنسية ومغايري الهوية الجنسانية وحملة حقوق الإنسان على جلب سيرة تورينغ إلى جمهور بدقة وواقعية.

## الإنتاج
قبل انضمام النجم كامبرياتش إلى العمل، قد بيع الفيلم لورنر بروس (Warner Bros) بمبلغ مؤلف من سبع أرقام وذلك لاهمتام المخرج والممثل ليوناردو ديكابريو في قصة آلن تورنغ، لكن في النهاية  ديكابريو لم يظهر في العمل وبقيت حقوق النشر والتأليف للمؤلف، وقد التزمت شركة بلاك بير بيكتشرز (Black Bear Pictures) في تمويل العمل بمبلغ 14 مليون دولار أمريكي، وفي عام 2012 للميلاد أُعلن أنّ مدير العمل (مورتين تيلدوم)، مما يجعل أول ظهور للفيلم  باللغة الإنجليزية.
بدأ تصوير الفيلم في ديسمير 2013 للميلاد في بريطانيا، وقد كان للتصوير جزء من الواقعية: حيث تم التصوير في المدرسة التي درس فيها تورنغ مدرسة شربورن (Sherborne)، وحيث كان يُشاهد تورنغ وزملائه يعملون أثناء الحرب في حرم المدرسة، وكان من المواقع التي تمّ التصوير فيها أيضًا حرم سانت مارتينز المركزي (سنترال سانت مارتينز) في ساوثهامبتون رو (Southampton Row) في لندن كما تمّ تصوير مشاهد في مطار بيسستر.
أما الآلة التي ظهرت في الفيلم كآلة آلن تورنغ ورد أنها مشابهة طبق الأصل للآلة الأصلية التي احتفظ بها في مُتحف في بلتشي بارك  فقد ذكرت المصممة ماريا دجوغوفي (Maria Djurkovic): أنّ فريقها قد صمّم هذه الآلة ببعض الاختلافات  لتبدو أكبر وأكثر تعقيدًا، وضمن المعايير السينيمائية.
اقتبس اسم الفيلم من اختبار آلن تورنغ للعبة المحاكاة للإجابة عن السؤال: «هل الآلة تفكر؟». في بحثه الذي نشر عام 1950 حول الذكاء الاصطناعي بعنوان آلات الحاسوب والذكاء.

## الجوائز
حظي فيلم لعبة التزييف على التكريم من المنظمة العالمية للدفاع عن حقوق المدنية للمثليات والمثليين ومزدوجي الميول الجنسية ومغايري الهوية الجنسانية وحملة حقوق الإنسان على جلب سيرة تورينغ إلى جمهور بدقة وواقعية على الشاشات، وقد حصل على ثمانية ترشيحات في حفل توزيع جوائز الأوسكار الـ87، فاز بجائزة أفضل سيناريو مقتبس، وخمسة ترشيحات في جوائز غولدن غلوب الـ72، وثلاثة ترشيحات في حفل توزيع جوائز نقابة ممثلي الشاشة الحادية والعشرين. كما حصل على تسعة ترشيحات لجوائز الأكاديمية البريطانية للأفلام(BAFTA) وفاز بجائزة اختيار الجمهور في مهرجان تورونتو السينمائي الدولي التاسع والثلاثين.

## وصلات خارجية
- الموقع الرسمي
- لعبة التزييف على موقع IMDb (الإنجليزية)
- لعبة التزييف على موقع ميتاكريتيك (الإنجليزية)
- لعبة التزييف على موقع الموسوعة البريطانية (الإنجليزية)
- لعبة التزييف على موقع روتن توميتوز (الإنجليزية)
- لعبة التزييف على موقع نتفليكس (الإنجليزية)
- لعبة التزييف على موقع قاعدة بيانات الأفلام العربية
- لعبة التزييف على موقع ألو سيني (الفرنسية)
- لعبة التزييف على موقع Turner Classic Movies (الإنجليزية)
- لعبة التزييف على موقع أول موفي (الإنجليزية)
- لعبة التزييف على موقع بوكس أوفيس موجو (الإنجليزية)